# Nagyszelmenc
| Szelmenci székelykapu                     | Szelmenci székelykapu                                        |
| Kattints az alábbi külső linkek egyikére! | Kattints az alábbi külső linkek egyikére!                    |
| ----------------------------------------- | ------------------------------------------------------------ |
| Nem található szabad kép.(?)              |                                                              |
| külső link · jogvédett                    | Fotó a felállított kettészelt szelmenci székelykapuról       |
| külső link · jogvédett                    | Fotó a 2005. december 23-án megnyitott ukrán határállomásról |
| külső link · jogvédett                    | Videó képsorozat határátkelőről                              |
| külső link · jogvédett                    | A székelykapu torzók felavatása                              |

Nagyszelmenc (szlovákul: Veľké Slemence) község Szlovákiában, a Kassai kerület Nagymihályi járásában.

## Fekvése
Nagykapostól 8 km-re délkeletre, az ukrajnai Kisszelmenctől 8 méterre, az ukrán határ mellett fekszik.

## Története
Ősi magyar falu, mely a Zemplén észak-keleti részét határoló fennsík peremén fekszik. A községet a 14. században említi először okirat: az 1332–1337-es pápai tizedjegyzék. A Szelmenc név eredete tisztázatlan, talán személynévből ered. 1427-ben szelmenci nemeseké. 1439-ben a Pike, 1444-ben a Nyárádi, 1478-tól a Szécsi család birtoka. 1538-ban 4, 1550-ben 12 adózó portája volt. 1555-ben a Csapy, Sós, Hosszúmezey és Viczmándy családok a birtokosai. 1567-ben 4 adózó portája volt. 1600-ban 34 házzal a Darkóczy család birtoka. 1696-ban 12 jobbágy és egy zsellér portája állt. 1720-ban 11 jobbágy, 2 zsellér és egy taksás háztartása volt. A 18. században a kincstáré, majd a 19. században a Balassa család uradalmához tartozott.
A 18. század végén, 1799-ben Vályi András így ír róla: „Kis, és Nagy Szelmecz. Magyar faluk Ungvár Várm. földes Urok Berényi Uraság, lakosaik katolikusok, és reformátusok, fekszenek Boboruskához közel, és annak egyik filiája; határjaik jól termők, ’s vagyonnyaik is külömbfélék.”
Fényes Elek 1851-ben kiadott geográfiai szótárában így ír a faluról: „Nagy-Szelmencz, magyar-orosz falu, Ungh vmegyében, igen közel Kis-Szelmenczhez: 115 r., 224 g. kath., 253 ref., 35 zsidó lak., ref. anyatemplommal. Határja mind a két Szelmencznek róna és igen termékeny; tölgyes erdejök derék. F. u. Szerencsy István örök., s m.”
1920-ig Ung vármegye Nagykaposi járásához tartozott. Ekkor Csehszlovákiához csatolták. 1938–44 között visszakerült Magyarországhoz.
1946-ban a község területét kettévágta az újonnan meghúzott csehszlovák-szovjet határ. A 800 lakosú Nagyszelmencet és a 300 lakosú Kisszelmenc területének egy részét Csehszlovákiához, míg Kisszelmencet – és területének nagyobbik felét – pedig a Szovjetunióhoz csatolták. A szovjet határőrök az új határon egyetlen nap leforgása alatt hat méter magas deszkapalánkot építettek. A deszkából épített fal azt is megakadályozta, hogy az egymástól elszakított testvérek, rokonok, ismerősök láthassák egymást. Később Kisszelmencnek Palágykomoróccal közös falusi tanácsa lett.
Nagyszelmenc és Kisszelmenc között gyalogos határátkelőhely nyílt 2005. december 23-án.
A település római katolikus temploma Kisszelmencen maradt, míg Nagyszelmencen található a görögkatolikus és a református templom. Nagyszelmenc ezért új római katolikus templomot épített, amit 2006 májusában szenteltek fel.
Zelei Miklós (Kiskunhalas, 1948. november 8.) író, újságíró tevékenysége Kis- és Nagyszelmencen
Zelei 1994. szeptember elején kezdte kutatni az ikerfalu kettévágásának történetét. Munkáját a határnyitást kérő emberi jogi követelések felpezsdülése kísérte. Több év kutatás után írta meg a „Szelmencek” történetét bemutató, A kettézárt falu című dokumentumregényét. (Ister 2000; Kortárs Kiadó 3. javított, bővített kiadás, 2017. E-book: Kortárs 2018.) A szerző munkamódszere az volt, hogy főleg családtörténeteket gyűjtött az ikerfalu ukrajnai és szlovákiai felében, amelyek egymást folytatva, kiegészítve beszélik el az egyének és a közösség történetét. A kettézárt falu megjelenése után, 2004. április 21-én az Amerikai Egyesült Államok Kongresszusának kétszáz tagú Emberjogi Frakciója a Magyar Amerikai Kongresszusi Kapcsolatok Központjának kezdeményezésére meghallgatást tartott Washingtonban, a nagy- és kisszelmenci határátkelő megnyitásának ügyében, amelyen a könyv szerzője szakértőként vett részt. Zelei Miklós Szelmenc történetét Zoltán újratemetve című tragigroteszk színdarabjában is megörökítette. A darabot Vidnyánszky Attila rendezte, 2013 óta repertoáron van a beregszászi társulat előadásában.

### A határátkelő

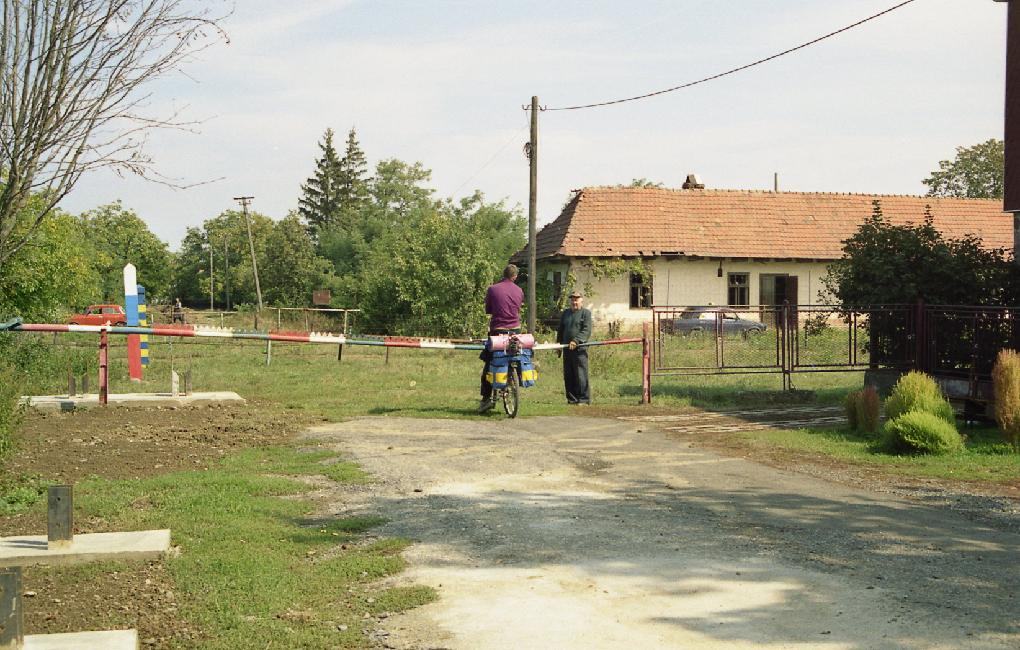
A határ régen Nagyszelmenc felől

A település két részét egészen 2005 augusztusáig szögesdrót választotta el. A kettévágott település ügyével, a megoldás elhúzódásával jelentések tucatjai foglalkoztak a nemzetközi médiában.
A szögesdrót eltávolítását csak azután kezdték el az ukrán hatóságok, hogy a két kormány határátkelő létesítéséről állapodott meg. Az ukrán kormány 2005. november 22-i rendeletével elfogadta azt a nemzetközi megállapodást, amelynek alapján Ukrajna és Szlovákia államhatárán átkelő nyílik az ukrán, a szlovák és az európai gazdasági térségbeli polgárok számára.
A két elszakított település között 2005. december 23-án, nagy ünnepséggel nyitották meg az új határátkelőt, mely véget vetett a hatvanéves szétszakítottságnak. Az átkelőt gyalogosok és kerékpárosok vehetik igénybe. Szlovákia európai uniós csatlakozása miatt az ukrán oldalról továbbra is vízumot kell váltani a belépéshez.
A határátkelőt egy félbevágott székelykapu jelzi, melynek egyik fele Kis-, míg másik fele Nagyszelmenc oldalán áll, előbbin egy rövid verssel az „egyesülés” örömére:
Egy Szelmencből lett a kettő, egyesítse a Teremtő

Áldjon Isten békességgel, tartson egybe reménységgel

Mi reményünk megmarad, összeforr mi szétszakadt

Két Szelmencnek kapuszárnya, falvainkat egybezárja.
Jelenleg két közúti és két vasúti határátkelő működik Ukrajna és Szlovákia között.
Kisszelmenc és Nagyszelmenc határába azonos feliratú rovástábla került kihelyezésre 2012. december 22-én.

## Népessége
| Év:            | 1994. | 2004.   | 2014.   | 2024.   |
| -------------- | ----- | ------- | ------- | ------- |
| Emberek száma: | 592   | 598     | 581     | 583     |
| Eltérés:       |       | +1,01 % | -2,84 % | +0,34 % |

| Év:            | 2023. | 2024.   |
| -------------- | ----- | ------- |
| Emberek száma: | 595   | 583     |
| Eltérés:       |       | -2,01 % |

1910-ben Nagyszelmencen 844-en, túlnyomórészt magyar anyanyelvűek laktak.
2001-ben 604 lakosából 586 magyar volt.
2011-ben 616 lakosából 529 magyar volt.

## Nevezetességei

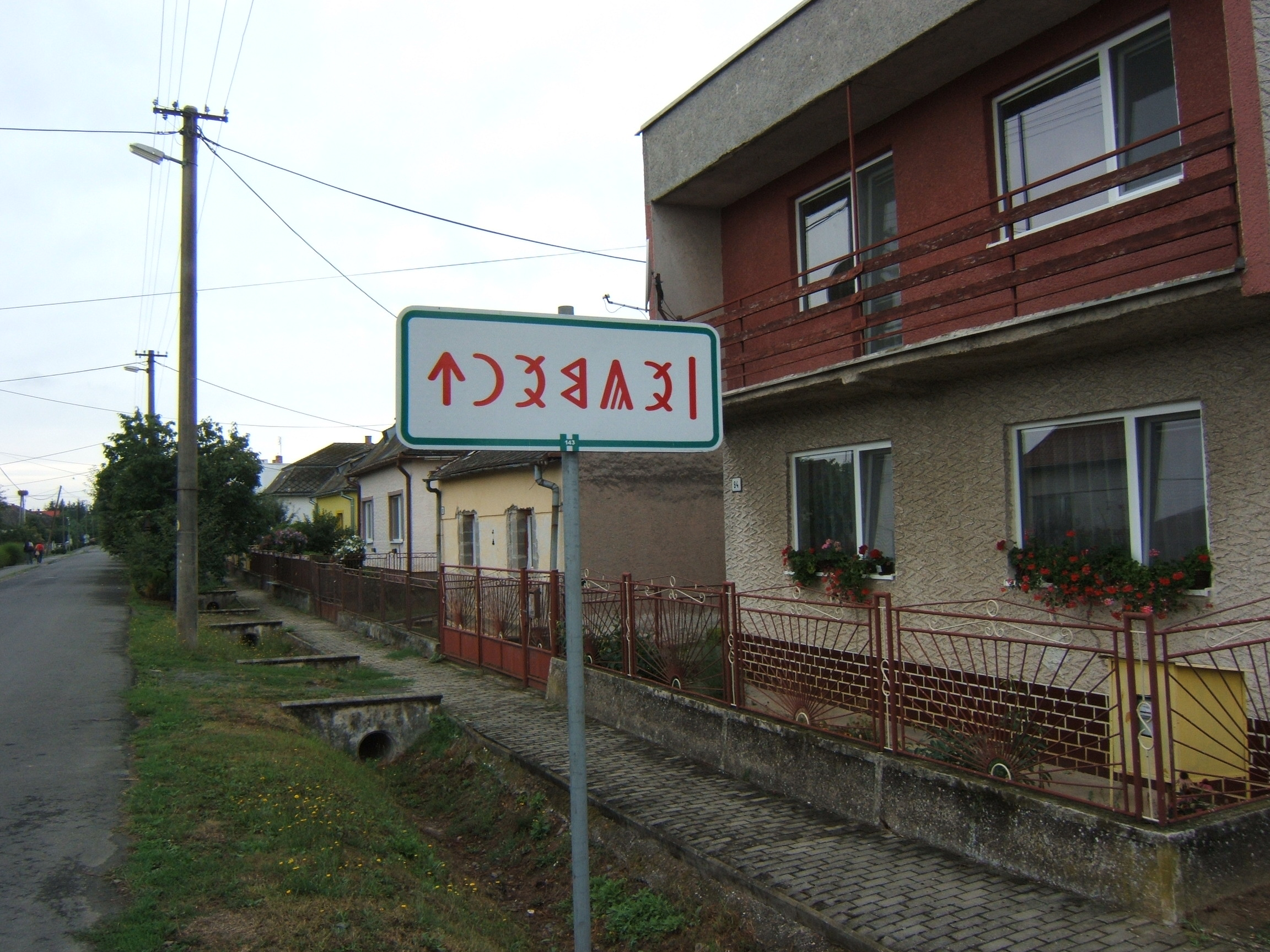
Szelmenc feliratú rovástábla

- Római katolikus templomát 2006. május 7-én szentelték fel.
- A Szentlélek tiszteletére szentelt görögkatolikus templomát 1886-ban építették.
- Református templom.
- A 2005. december 23-án megnyitott határátkelő több évtizednyi szétszakítottságának vetett véget.
- A település helyzetének történelmi abszurditásáról készítette dokumentumfilmjét Jaroslav Vojtek szlovák rendező. A határ (szlovákul Hranica) című 72 perces alkotást 2001 és 2007 között forgatták. A 13. Jihlavai Nemzetközi Dokumentumfilm-fesztiválon az alkotást A legjobb közép-kelet-európai film díjjal jutalmazták.
- A kettészakított Szelmenc összetartozásának jelképeként az államhatár mindkét oldalán fél székelykaput emeltek 2003-ban.
- A község eredeti két bejáratánál székely-magyar rovással írt településtáblákat helyeztek el 2012. december 22-én.[6]
- Beszámoló a Szelmenc-rovástábla avatásáról.[7]

## Lásd még
- Szelmenci székelykapu